# Project for Public Spaces
Pour les articles homonymes, voir PPS.
Project for Public Spaces ou PPS (traduction de l'anglais : Projet pour espaces publics) est une organisation à but non lucratif spécialisée dans la création et le maintien des places et espaces publics qui reflètent leurs communautés. 

## Mission
Construit sur la technique de William H. Whyte du Street Life Project, cette approche implique le regard, l'écoute et le questionnement des membres d'une communauté, afin de découvrir ses besoins et ses aspirations.

## Histoire
Fondé en 1975 par Fred Kent (en), PPS travaille avec des individus et la communauté pour créer une vision autour de la vie de communauté et leur expérience quotidienne. L'une des clés du processus est de rejoindre les gens de la communauté - incluant ceux qui ne participent habituellement pas aux efforts collectifs - leur lieu de vie, travail et loisir. Le processus de sélection utilise des observations sur place, sondages, films, interviews.
Le « Project for Public Spaces » élit chaque année les 20 quartiers nord-américains offrant la meilleure qualité de vie. 
En 2004, les quartiers de cette liste sont :
- Granville Island (Vancouver, Colombie-Britannique) ;
- East Village (New York, État de New York) ;
- North Beach (San Francisco, Californie) ;
- Camden (Comté de Knox, Maine) ;
- Coyoacan (Mexico) ;
- Rittenhouse Square (Philadelphie, Pennsylvanie) ;
- Le Plateau-Mont-Royal (Montréal, Québec) ;
- Kensington Market (Toronto, Ontario) ;
- Center City (Ponce, Porto Rico) ;
- Fells Point (Baltimore, Maryland) ;
- Lower Garden District (La Nouvelle-Orléans, Louisiane) ;
- Atlantic Avenue (Delray Beach, Floride) ;
- Lake Street (Oak Park, Illinois) ;
- 23rd Street (Portland, Oregon) ;
- South Beach (Miami, Floride) ;
- Federal Hill (Providence, Rhode Island) ;
- Downtown Northfield (Northfield Minnesota) ;
- Chautauqua, (comté de Chautauqua, New York) ;
- Venice Beach (Californie) ;
- Adams Morgan (Washington (district de Columbia)).